# Уитни, Роберт
Роберт Саттон Уитни (англ. Robert Sutton Whitney; 6 июля 1904, Ньюкасл-апон-Тайн, Великобритания — 22 ноября 1986, Луисвилл, США) — американский дирижёр.
Вырос в Чикаго, учился в Американской консерватории и в Беркширском музыкальном центре.
Основатель (1937) и первый руководитель (до 1967 г.) Луисвиллского оркестра — одного из наиболее значительных музыкальных коллективов США, специализирующихся на исполнении музыки XX века. Среди осуществлённых Уитни и его оркестром записей — произведения Богуслава Мартину, Эйтора Вилла-Лобоса, Дариуса Мийо, Альберто Хинастеры, Франческо Малипьеро, Уильяма Шумана, Неда Рорема, Анджея Пануфника и др. В 1956—1971 гг. Роберт Уитни руководил также Школой музыки Луисвиллского университета.
Лауреат Премии Дитсона (1951) — старейшей американской премии для дирижёров. Почётный доктор Луисвиллского университета (1952) и Университета Кентукки (1967). Большой зал Центра искусств Кентукки назван в его честь.